# Pile de Cinq-Mars
Vous lisez un « article de qualité » labellisé en 2015.
Pour un article plus général, voir Pile (monument).
La pile de Cinq-Mars est une tour pleine antique qui domine la vallée de la Loire sur le territoire de la commune de Cinq-Mars-la-Pile en Indre-et-Loire, à une vingtaine de kilomètres à l'ouest de Tours.
La tour, haute de près de 30 mètres et exceptionnellement bien conservée, se dresse au flanc d'un coteau le long duquel les preuves d'occupation humaine à l'époque antique sont nombreuses.
Ce très probable monument funéraire (mausolée ou cénotaphe) est à rapprocher du groupe hétérogène des édifices analogues rencontrés dans le Sud-Ouest de la France, notamment en Charente-Maritime et dans le Gers. Il en diffère toutefois par son architecture — un parement en briques recouvre un noyau de maçonnerie — et son décor composé de douze panneaux décorés de motifs géométriques dont la signification est inconnue mais qui en font un monument unique en France. Son implantation, en dehors d'un enclos funéraire, semble également inhabituelle.
Ce monument est célèbre depuis longtemps : Rabelais y fait par exemple allusion dans Gargantua (chapitre XV dans l'édition princeps de 1534). Depuis le XIXe siècle, époque des premières études complètes et des premières fouilles organisées, de nombreuses théories, plus ou moins fantaisistes, ont été échafaudées pour expliquer son origine et sa fonction, certaines d'entre elles tentant même d'expliquer le nom de « Cinq-Mars » ; aucune n'est apparue pleinement convaincante. L'avancée majeure du début du XXIe siècle pour la compréhension de ce monument est la découverte en 2005, dans son environnement immédiat, de structures (podium, bâtiment) et d'éléments de décor (statue) qui montrent que la pile n'est pas un édifice isolé ; il doit être considéré comme l'une des composantes d'un site plus vaste, qui pourrait être celui du tombeau ou du monument à la gloire d'un dignitaire turon ou romain pouvant s'enorgueillir de notables faits d'armes et construit dans la seconde moitié du IIe siècle ou au début du IIIe siècle. La pile de Cinq-Mars, peut-être construite dans un second temps, serait alors un édifice destiné à signaler l'emplacement de ce mausolée ou de ce cénotaphe et à montrer encore plus explicitement la puissance et/ou la gloire de cette personne. La famille de ce dignitaire aurait pu habiter à proximité, dans un site encore à découvrir, peut-être sur le plateau au nord de la pile.
Le site a fait l'objet, en 2010, d'aménagements permettant un meilleur accueil et une meilleure information des visiteurs. Depuis 2014, les murs du podium sont en cours de restauration.

## Localisation et toponymie

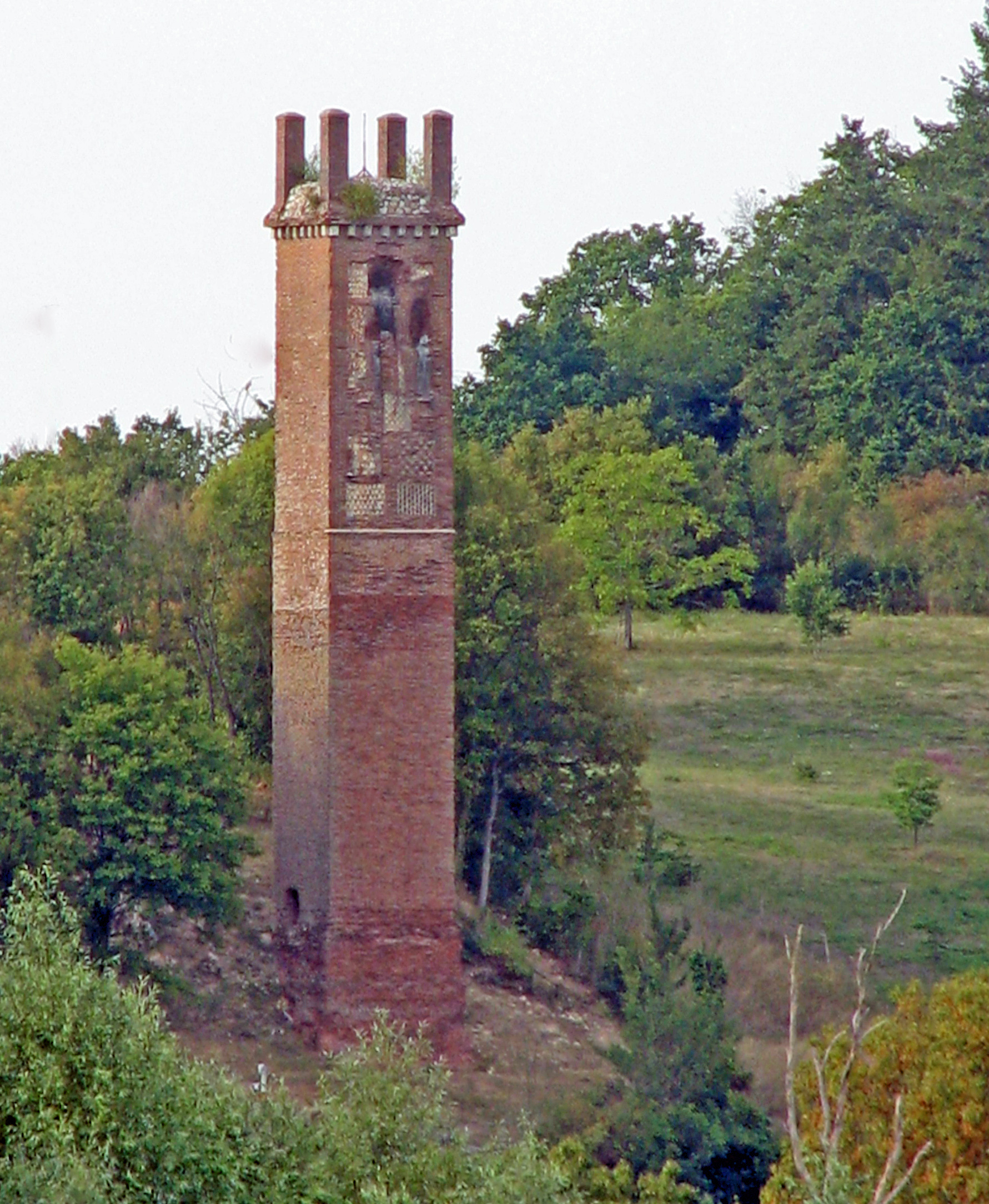
La Pile de Cinq-Mars.

La commune de Cinq-Mars-la-Pile est située à 18 km en aval de Tours, le long de la Loire ; le centre-bourg se trouve sur la rive droite, au pied et au flanc du coteau.
La pile de Cinq-Mars, pour sa part, est située à 1,5 km à l'est du chef-lieu communal. Elle est établie au flanc du coteau, sur une petite terrasse artificiellement aplanie mesurant 50 × 19 m à l'altitude de 60 m alors que le plateau, à 250 m au nord de la pile, culmine à 80 m d'altitude ; la vallée à 40 m d'altitude se trouve, quant à elle, à seulement 100 m au sud de la pile. C'est à ce niveau, dans la vallée, que se trouve au XXIe siècle la zone de confluence de la Loire et du Cher.
La pile de Cinq-Mars se trouvait en 1840, au moment de son classement comme monument historique, sur des terrains privés. Les démarches en cours dans les années qui suivirent ayant abouti, le monument et les parcelles cadastrales avoisinantes sont au XXIe siècle la propriété du conseil départemental d'Indre-et-Loire.
Le toponyme de Cinq-Mars [la-Pile] est très probablement une évolution de Sanctus Medardus (saint Médard), lisible dans les textes entre les Xe et XVIe siècles (Rabelais écrit dans le Gargantua : "sainct Mars auprés de Langés", édition de 1542). Les tentatives d'explication de ce toponyme par la présence de cinq piliers (cinq marques ou bornes) au sommet de la pile, ou par l'existence du tombeau de cinq guerriers (quinque martes) ou d'un personnage célèbre (Quintus Marcius) n'ont rien de convaincant, même si elles ne peuvent être définitivement écartées.

## La pile auXXIesiècle

### Architecture générale

#### Structure et dimensions générales
La pile, nom générique donné à des monuments antiques, supposés funéraires et en forme de tour pleine, est un édifice d'une hauteur de 29,60 m, soit cent pieds romains. Par son aspect, elle peut se rattacher aux autres piles connues en région Centre-Val de Loire, à Marcé-sur-Esves (Indre-et-Loire) et à Mazangé (Loir-et-Cher), mais aussi en Charente-Maritime (tour de Pirelonge) et surtout près d'Auch où douze exemplaires en sont recensés et de Saint-Bertrand-de-Comminges où il existe au moins cinq, même si ce groupe semble assez disparate ; la pile de Cinq-Mars offre également quelques ressemblances avec des monuments funéraires de Germanie comme le mausolée d'Igel.
De ses fondations jusqu'à son couronnement, la pile est composée de cinq structures superposées.

#### Les fondations
À l'aplomb de la pile, la terrasse en tuffeau du coteau a été aplanie, puis surcreusée. Une couche de fins graviers (maçonnerie en pierres sèches) a été disposée dans le fond de cette excavation pour parfaire le ragréage du sol et sur cette base est monté un massif de maçonnerie d'une hauteur de 1,30 m, composé d'un mélange de pierres calcaires et siliceuses liées au mortier rose de tuileau, qui compose le socle de la structure du monument,.

#### Les trois étages d'élévation
Dans l'élévation de la pile, exception faite de son couronnement, deux types de matériaux sont mis en œuvre. Le parement est composé de briques rectangulaires mesurant en moyenne 0,36 × 0,24 m pour une épaisseur de 0,04 m. Ces briques sont placées à plat sur une profondeur de cinq rangs, alternativement en boutisse sur leur largeur et en panneresse sur leur longueur pour éviter l'alignement vertical des joints. Le nombre total de briques utilisées est estimé à 104 000 sur 580 rangs de la base au sommet de la pile. Les briques ont pu être fabriquées localement, ce qui pourrait être attesté par la survivance de cette industrie à Cinq-Mars-la-Pile jusque dans les années 1930. Ce parement, dont la face interne est lisse et construite avec autant de soin que sa face externe, enserre un noyau en blocage de moellons liés au mortier large d'environ 1,90 m. Dans ce noyau, les pierres les plus grosses se trouvent au centre et leur dimension diminue au contact du parement. Les pierres calcaires qui composent ce noyau, liées au mortier, semblent provenir d'extractions locales, voire du coteau lui-même.
Aucun trou de boulin n'est décelable sur les parois de la pile, ce qui laisse supposer que les échafaudages nécessaires à sa construction ont simplement été plaqués contre l'édifice. Au-dessus des fondations, trois sous-ensembles composent l'élévation de la pile.
| - Décalage vers l'est. - Décalage vers le nord. |

La base de la pile mesure 5,80 m de côté soit 20 pieds romains au niveau du sol, sur une hauteur de 4,75 m. Par retraits successifs, sa largeur se réduit à un peu plus de 5,00 m à son sommet ; elle affecte ainsi la forme d'une pyramide tronquée. Cette disposition, qui intègre également des rangs de briques en légère saillie, cherche à reproduire corniches et moulures de l'architecture romaine. Ceci démontre une recherche esthétique affirmée.
Au-dessus, le premier étage du corps de la pile proprement dit, haut de 16,50 m, ne mesure plus que 4,40 m de côté soit 15 pieds romains ; un cordon en saille de deux rangs de brique le ceinture à sa partie supérieure. Cette partie de la pile est d'une construction remarquablement homogène, même si, par endroits, une couleur différente du mortier semble signaler une ou des campagnes de restauration.
Le troisième élément constitutif de l'élévation de la pile (second étage), haut de 9 m, présente un léger retrait par rapport au précédent (base carrée de 4,30 m de côté), mais ce retrait n'est pas égal sur les quatre faces de la pile ; il est plus faible au nord et nul à l'est, et cette partie de la pile semble donc « posée » sur la précédente, mais désaxée vers le nord-est. Ce décalage peut être dû à une erreur de construction, comme il peut être volontaire pour rééquilibrer l'ouvrage ; rien ne permet de trancher en faveur de l'une ou l'autre hypothèse.

#### Le couronnement

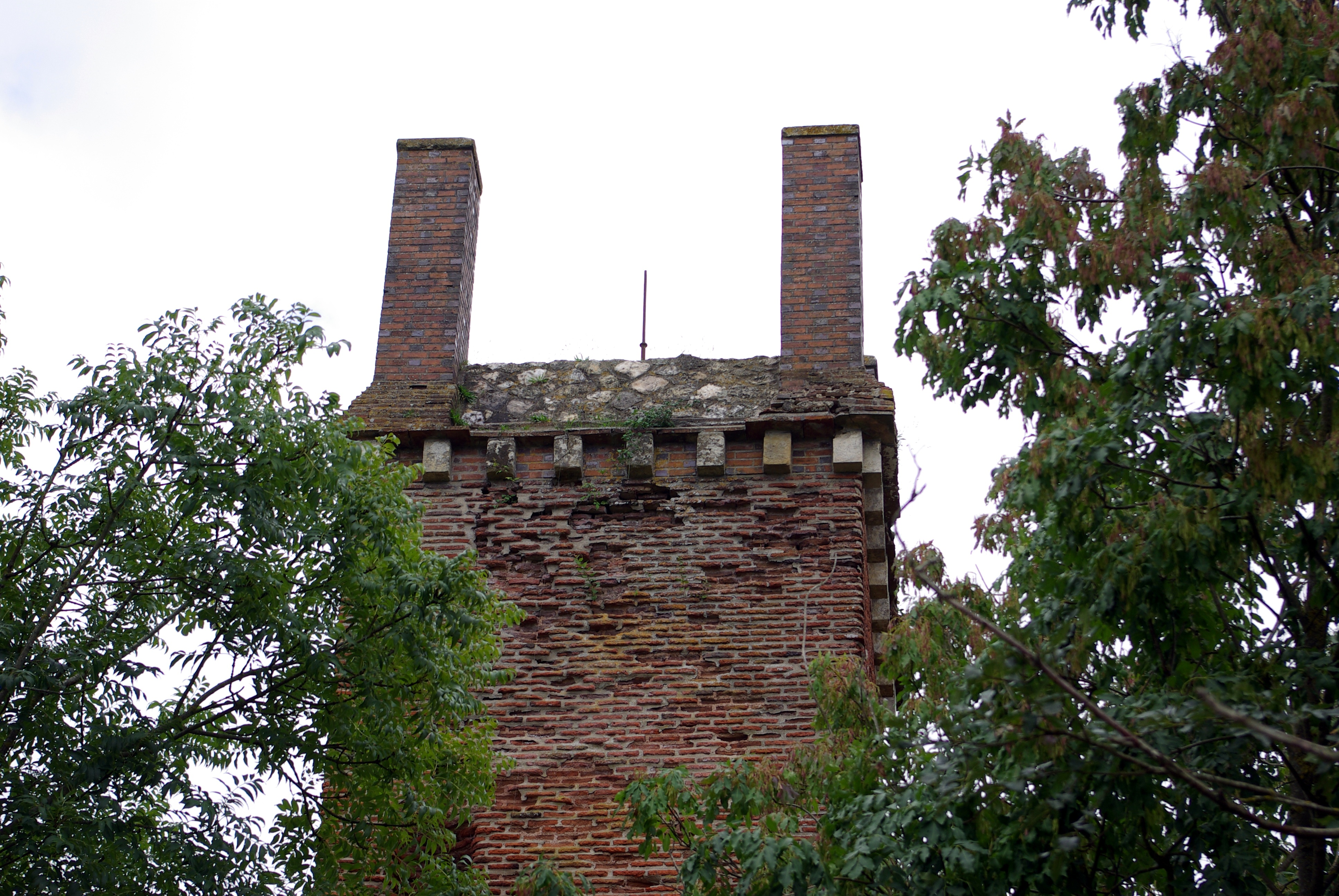
Couronnement de la pile, face nord.

Le couronnement contemporain de la pile est constitué d'une rangée de corbeaux (huit par face) alternant avec des briques en retrait. Ces corbeaux supportent une pyramide rhomboïdale fortement aplatie pourvue, à chacun de ses angles, d'une pilette en briques de section carrée (0,37 m de côté sur 3,25 m de haut),. Chacune de ces pilettes, reposant sur les corbeaux d'angle de la base du couronnement, encastrée dans un angle de la pyramide rhomboïdale, est elle-même couverte par une petite pyramide, aux arêtes elles aussi cassées.
L'architecture de ce couronnement, tel qu'il se présente au XXIe siècle, n'est certainement pas celle observée par le passé. Les chantiers de réfection et de restaurations successifs ont fortement modifié son aspect et il n'est plus possible de déterminer sa configuration initiale. Plusieurs questions demeurent, concernant les sculptures présentes sur les modillons — leur état de dégradation au XIXe siècle, avant restauration et remplacement par des corbeaux, n'a pas permis d'en savoir davantage —, la forme de la grande pyramide sommitale — elle a pu être une pyramide à faces lisses — et le nombre des pilettes. L'hypothèse d'une cinquième pilette au sommet de la grande pyramide fait toujours débat ; selon une tradition locale, elle aurait été renversée en 1751 après un ouragan. Si cette cinquième pilette a bien existé, elle aurait pu porter à son sommet une urne funéraire. Un dispositif comparable existe à Pompéi où le monument à Herennius Celsus se compose d'une urne funéraire au sommet d'une colonne.

### Décor

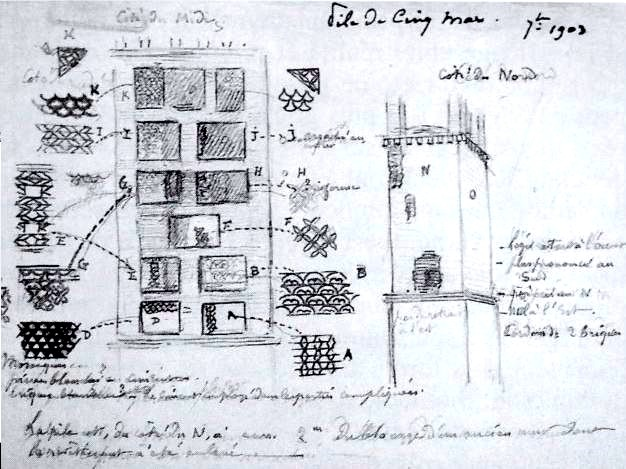
Dessin reconstitué du décor de la pile (Anonyme, 1903).

La face sud de la pile, la plus visible, porte dans sa partie supérieure douze panneaux — après débat sur le nombre de panneaux, initialement fixé à onze en raison du mauvais état de conservation de certains d'entre eux, le nombre de douze, proposé pour la première fois par Louis de La Saussaye en 1835 semble faire l'objet d'un consensus — où alternent des briques rouges et des pierres de calcaire blanc liées par du mortier. Ce mortier, parfois fortement teinté en rouge par une importante proportion de brique pilée, participe même sur certains panneaux à la constitution du décor. Les panneaux, encastrés dans le parement de la pile sur une profondeur de 0,36 m, c'est-à-dire la plus grande dimension d'une brique, mesurent environ un mètre de côté pour les neuf plus grands et sont disposés en six rangées comportant, respectivement du haut vers le bas trois, deux, deux, un, deux puis deux panneaux. Quatre lits de briques séparent chacune des rangées de panneaux décoratifs. Aucune moulure ne vient encadrer la partie du parement dans laquelle sont encastrés les panneaux. Sur d'autres piles funéraires retrouvées en Aquitaine, la face la plus visible du monument, au lieu d'être plaquée de panneaux décoratifs, est creusée d'une niche ayant accueilli une statue.

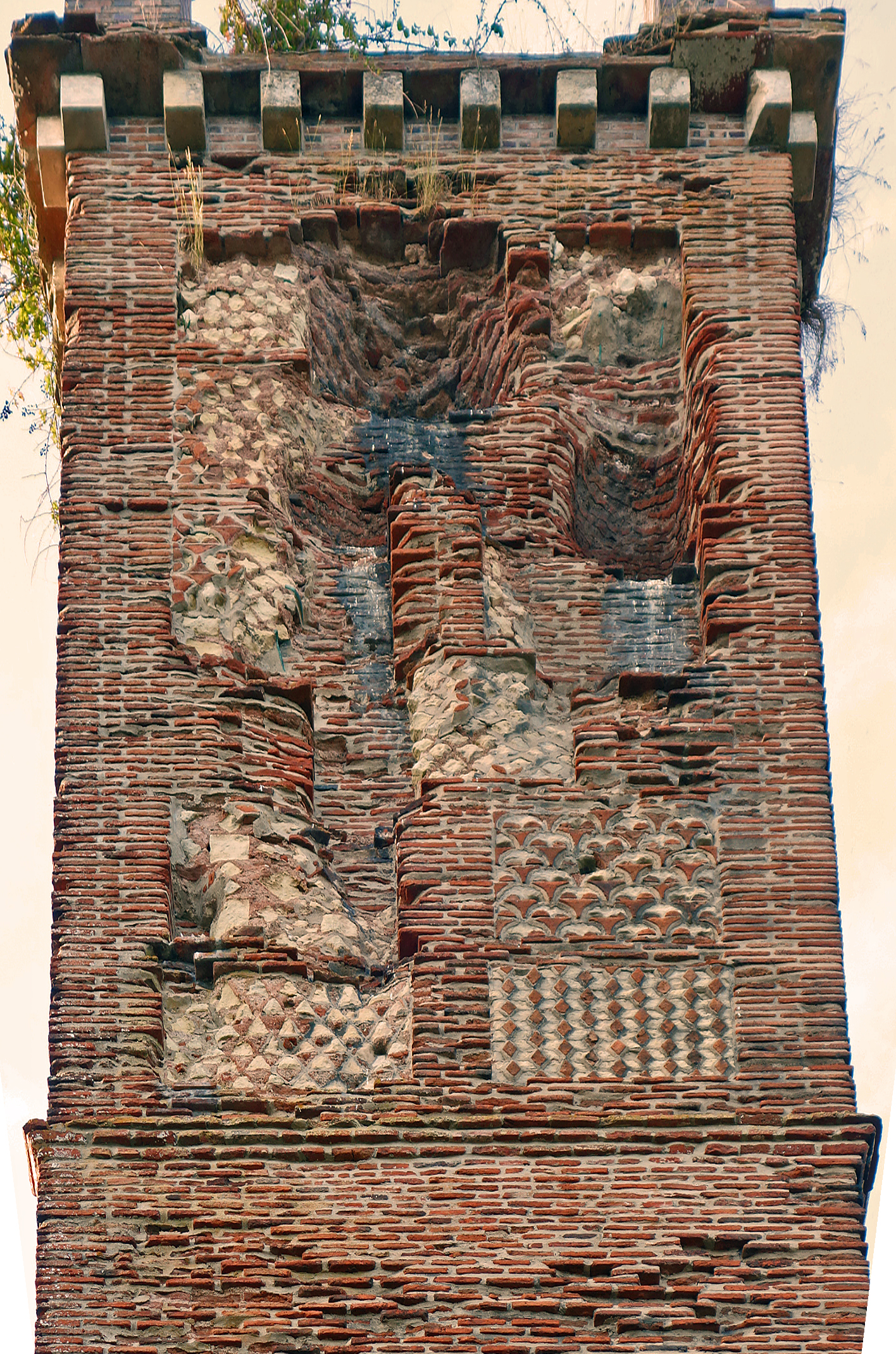
Pile de Cinq-Mars. Décor de briques, face sud.

Détail du décor de la face sud. Les panneaux sont numérotés de gauche à droite et de haut en bas.

Quatre de ces panneaux sont pratiquement intacts, ce qui autorise à proposer une restitution de leur décor, quatre d'entre eux sont totalement détruits et rien ne permet de préjuger de leur aspect ; les quatre derniers sont détériorés mais les parties qui en subsistent ne permettent pas de restituer leur décor de manière plausible, exception faite du panneau no 3 auquel il est possible d'attribuer, par symétrie, le même décor que pour le panneau no 1. Les tentatives de restitution de ce décor ont été plus ou moins heureuses, l'une des plus précises semblant être celle de 1903. Plusieurs hypothèses ont été émises pour expliquer la détérioration des décors : des boulets de canon auraient été tirés sur la pile depuis Villandry, à plus de 3 km au sud-est de la pile, les briques auraient été « mangées par la lune ». La réalité semble beaucoup plus simple : outre les effets de l'érosion naturelle, il est avéré qu'avant le XIXe siècle, des personnes se sont hissées, au moyen de cordes ou d'échafaudages, le long de la face de la pile pour attaquer le décor à coups de pic — les traces des outils étaient nettement visibles lors de la campagne de restauration entreprise en 1843 —, soit pour en récupérer les éléments, soit, plus probablement car les cavités pratiquées dépassent de beaucoup l'épaisseur des panneaux décoratifs, en espérant y trouver un « trésor ».

Restitution possible du décor des panneaux les mieux préservés de la pile
Panneaux no 1 et 3.
Panneau no 10.
Panneau no 11.
Panneau no 12.

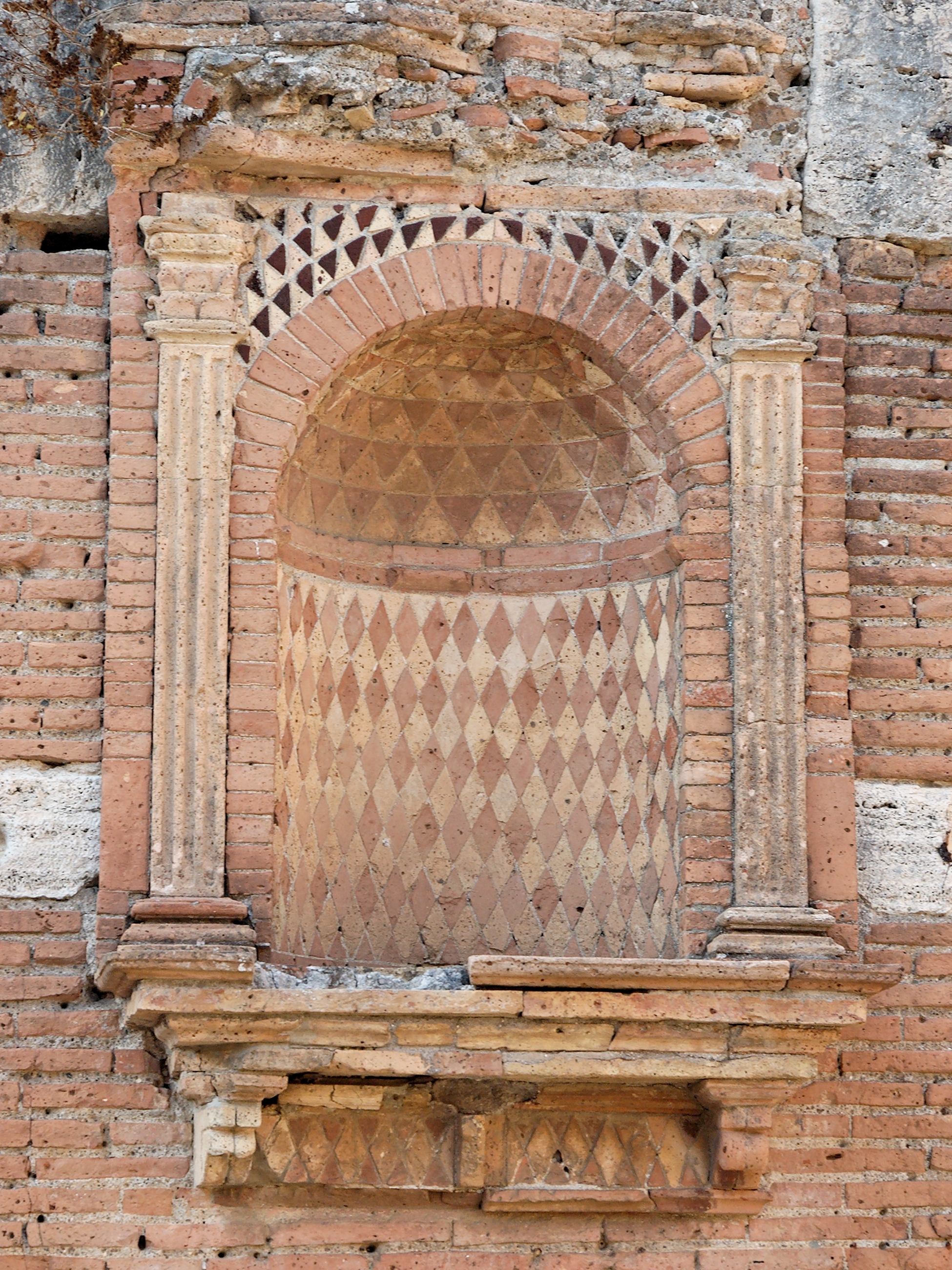
Décor des niches laraires d'Ostie.

Ce type de motif est unique sur un monument gallo-romain en France, par son ornementation comme par les matériaux employés, mais des décors comparables apparentés à l'opus sectile, retrouvés dans la seule région de Rome ou d'Ostie (niches laraires du Caseggiato del Larario, Horrea epagathiana et Horrea epaphroditiana) et datés assez précisément de la seconde moitié du IIe siècle, suggèrent que le constructeur ou le commanditaire de cette pile ont voyagé dans cette partie du monde romain. Ils ont pu s'inspirer des motifs rencontrés et les « importer » en Gaule quelques années ou quelques décennies plus tard, ce qui permet de fixer l'âge maximal de la pile. Le décor de la pile de Cinq-Mars, par son aspect énigmatique, s'est prêté à de nombreuses interprétations, un historien du XIXe siècle suggérant que ce décor était une figuration des plateaux des jeux de société romains ou La Sauvagère imaginant des fenêtres en trompe-l'œil.
Deux sources, apparemment indépendantes, signalent l'existence d'une inscription, sur une plaque de marbre ou de fonte apposée sur la pile, et qui mentionnerait la sépulture de cinq personnes sous ou à proximité de la pile. Cette inscription, non datée, n'existe pas au XXIe siècle. Si elle a peut-être vraiment existé, son texte semble beaucoup plus sujet à caution ; il paraît avoir été inventé a posteriori pour justifier la légende locale des cinq guerriers (quinque martes) à l'origine supposée du nom de la localité de Cinq-Mars-la-Pile.

## L'environnement de la pile

Plan restitué du site de la pile.
L matérialise l'emplacement où a été trouvée la statue.

La pile de Cinq-Mars n'est pas une construction antique isolée. D'autres éléments datables des premiers siècles de notre ère sont attestés ou fortement probables, à proximité immédiate du monument. Diverses constructions maintenant disparues ont été signalées à plusieurs reprises dans des textes historiques aux abords de la pile et le coteau lui-même, à l'est comme à l'ouest de Cinq-Mars-la-Pile, supportait plusieurs habitats ou agglomérations secondaires. Certaines constructions ou certains toponymes, mentionnés dans des textes anciens, font allusion à des bâtiments antiques dans un périmètre proche de la pile, mais leur existence est mal attestée.

### Une ou des voies antiques à proximité
Au pied du coteau, à l'aplomb de la face sud de la pile et à environ 15 m en contrebas, mais son tracé précis à ce niveau n'est pas certain, passait la voie antique reliant Tours à Angers, identifiée un peu plus à l'ouest devant la façade de l'église de Cinq-Mars. Elle était peut-être doublée par un chemin de crête sur le coteau, au nord du site. Cette voie se retrouve, de part et d'autre de Cinq-Mars-la-Pile, jalonnée par des sites antiques bien attestés : à l'est, le complexe de Malliacum à Luynes, peut-être une agglomération secondaire, et à l'ouest une nécropole au niveau de Saint-Patrice.
L'accès au site n'est pas connu. Il semble toutefois vraisemblable qu'il était possible, par le coteau, de parvenir à la terrasse nord et au bâtiment qu'elle supportait. Par contre, une communication directe entre les deux terrasses est bien moins certaine, la question de la nécessité d'un accès à la pile elle-même restant en suspens.

### Unpodiumaménagé

#### Une terrasse monumentale

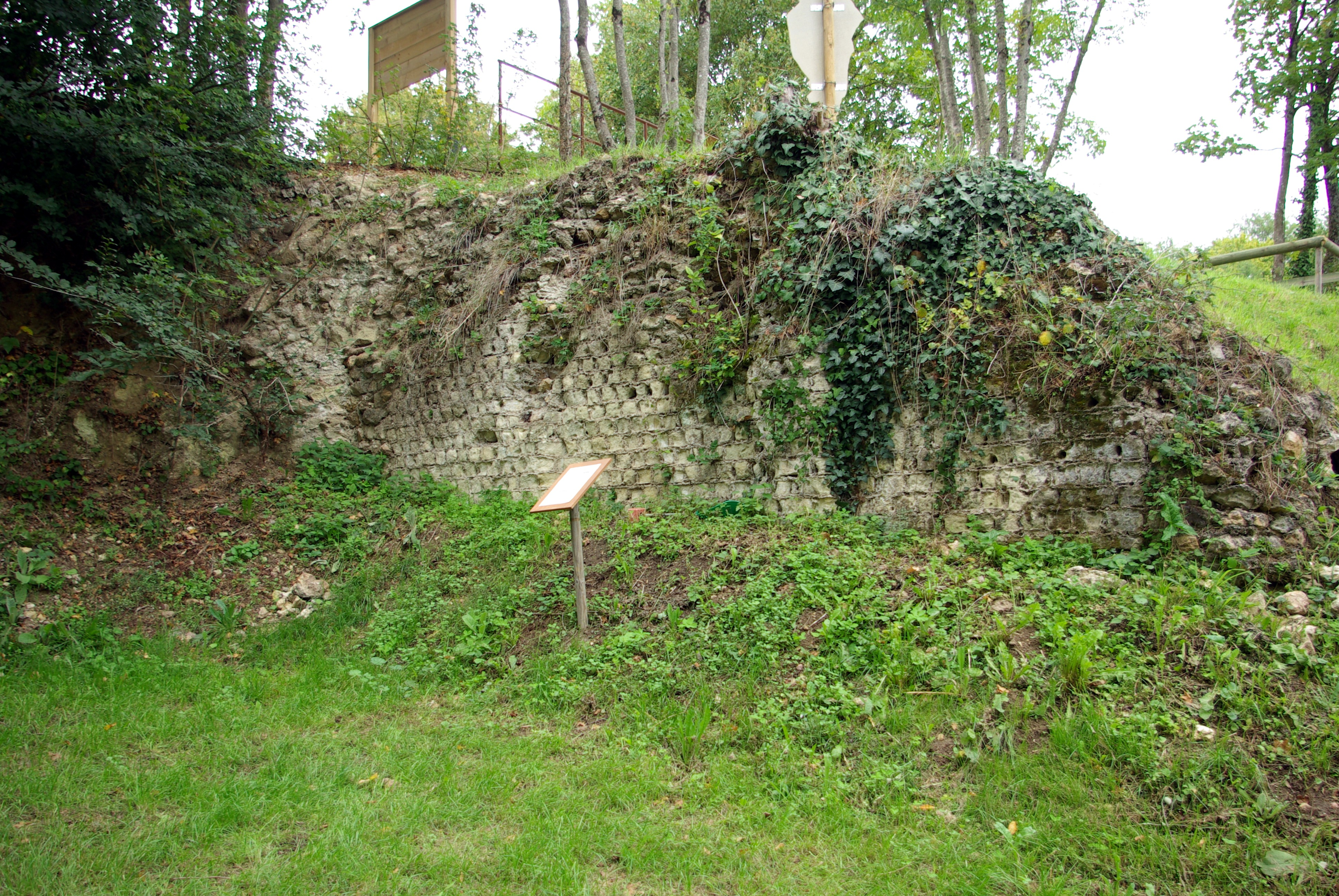
Mur nord-sud du podium dans son état actuel.

Les fouilles de 2005 ont permis la découverte des restes d'une terrasse monumentale à quelques mètres au nord de la pile, dont les maçonneries étaient depuis longtemps mentionnées, mais sans avoir retenu l'attention des chercheurs, focalisés sur la pile elle-même. Cette terrasse est composée, pour autant que les fouilles permettent de le dire, d'au moins trois murs en petit appareil de moellons rectangulaires et très réguliers jointoyés au mortier. L'ensemble dessine un podium, en avancée sur le rocher. Deux de ces murs sont orientés est-ouest, l'un au sud en avancée, l'autre au nord en retrait ; le troisième, perpendiculaire, relie les deux précédents et limite la terrasse à l'ouest. L'état d'érosion du site ne permet pas de savoir si un autre mur orienté nord-sud limitait le podium à l'est ou si un escalier reliait les deux terrasses à cet emplacement.

Principe de placage d'un pilastre contre le mur nord-sud.

Les aménageurs de ce site ont, semble-t-il, voulu profiter de la topographie naturelle des lieux et, en particulier, d'un petit éperon rocheux qu'ils ont utilisé. Ils ont probablement taillé le rocher par endroits pour constituer deux terrasses, l'une inférieure au niveau de la pile et l'autre, supérieure au niveau de l'avancée rocheuse naturelle, constituant le podium au nord. Ils ont comblé par des remblais l'intervalle entre le rocher et les murs de chemisage et de soutènement au fur et à mesure de leur élévation. Ces remblais renferment des éléments de poterie issus des ateliers de Tasciaca et datés de la seconde moitié du IIe siècle. Les murs ne présentent aucun trou de boulin sur leur parement externe, ce qui suggère qu'ils ont été construits depuis la terrasse supérieure, les maçons surélevant progressivement leur chantier grâce aux remblais de construction.
Le mur de soutènement nord, qui chemise le rocher et protège la terrasse basse des éboulis, est accompagné dans sa partie haute d'un caniveau en tuiles servant probablement à évacuer l'eau du podium. Ce mur n'est conservé que sur une faible longueur, mais il est vraisemblable qu'il se prolongeait vers l'ouest sur plusieurs dizaines de mètres.
Le mur orienté nord-sud est pourvu de pilastres qui semblent avoir un rôle purement décoratif, car ils ne possèdent pas de fondations propres et sont simplement posés sur le fruit du mur contre lequel ils sont plaqués.
Le mur délimitant au sud le podium présente une architecture comparable, avec peut-être comme pour le précédent, des pilastres plaqués contre son parement externe, mais le fait n'est pas avéré. Il s'interrompt à l'est sans qu'il soit possible d'affirmer, ce qui est pourtant probable, qu'il se poursuivait dans cette direction. Destiné à contenir les remblais du podium, il a semble-t-il cédé sous leur poids, s'éboulant progressivement à partir de son sommet.

#### Un petit bâtiment

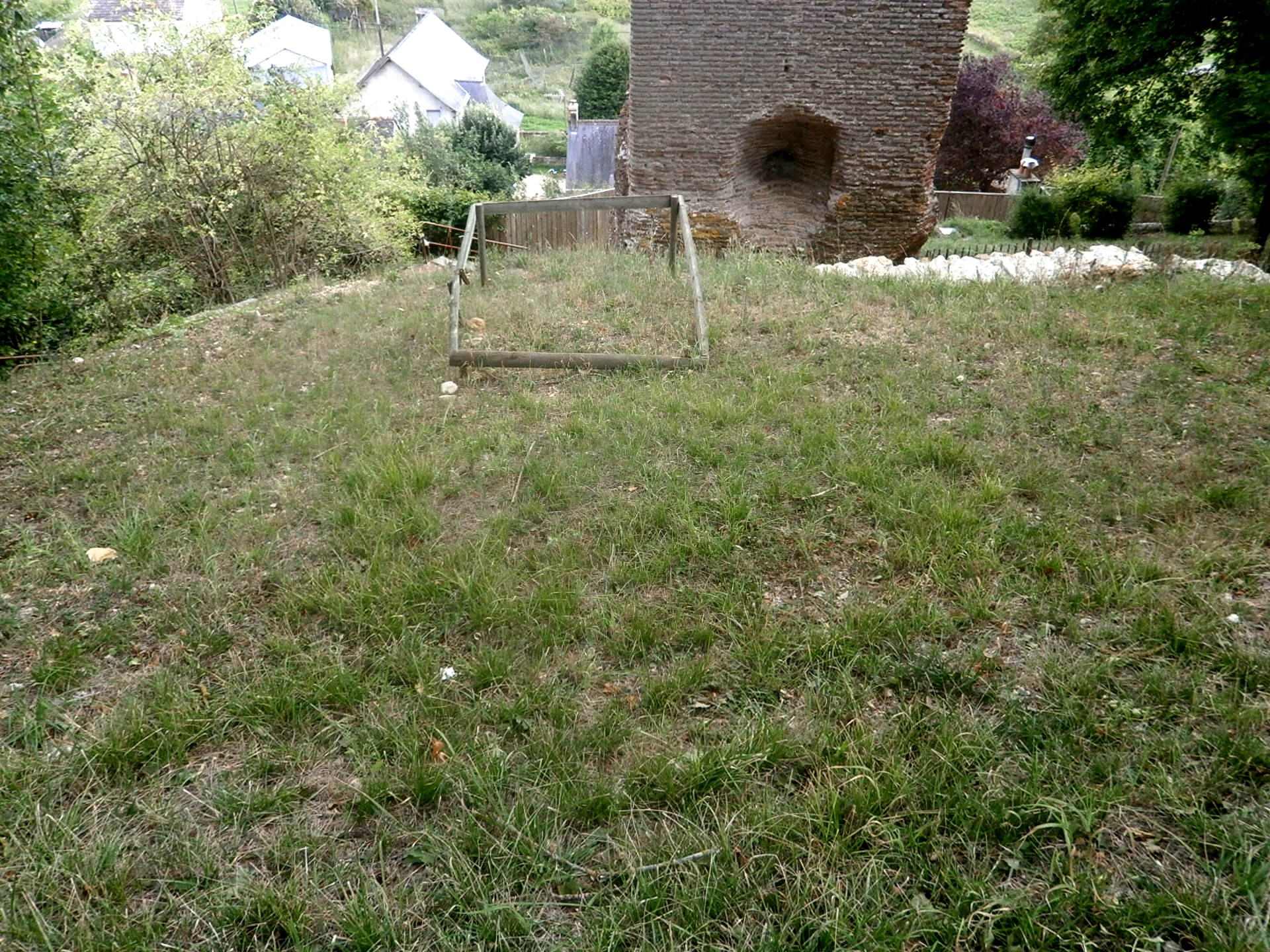
Podium, vu vers le sud avec la pile en contrebas.

Le podium supporte un bâtiment à l'affectation non définie. Construit en même temps que la terrasse, il peut être daté lui aussi de la seconde moitié du IIe siècle ou du début du IIIe siècle. Il est partiellement creusé dans la roche constituant le noyau de la terrasse, le niveau de son sol de circulation étant estimé à 1,25 m en dessous du niveau du podium ; ce sol était selon toute vraisemblance planchéié. Il mesure environ 4,5 × 3,5 m pour une hauteur indéterminée. À l'exception de ses angles, soigneusement chaînés, la maçonnerie de son élévation est constituée de moellons irréguliers. Des tuiles retrouvées sur le site, identiques à celles utilisées pour le caniveau du mur de soutènement, attestent de son probable mode de couverture. Son aménagement intérieur, à l'exception d'une niche probablement creusée dans son mur nord, est inconnu. Il devait probablement s'ouvrir au sud, face à la vallée, par un escalier arrivant au sol de circulation du podium et sa porte était, totalement ou partiellement, encadrée de briques.
La fonction de ce bâtiment est fortement conditionnée au rôle qu'a pu tenir la niche qui décorait son intérieur, qu'elle ait abrité la statue d'une divinité (sanctuaire), une urne contenant les cendres d'un défunt (mausolée) ou sa représentation figurée s'il est inhumé ailleurs (cénotaphe).

#### Une statue

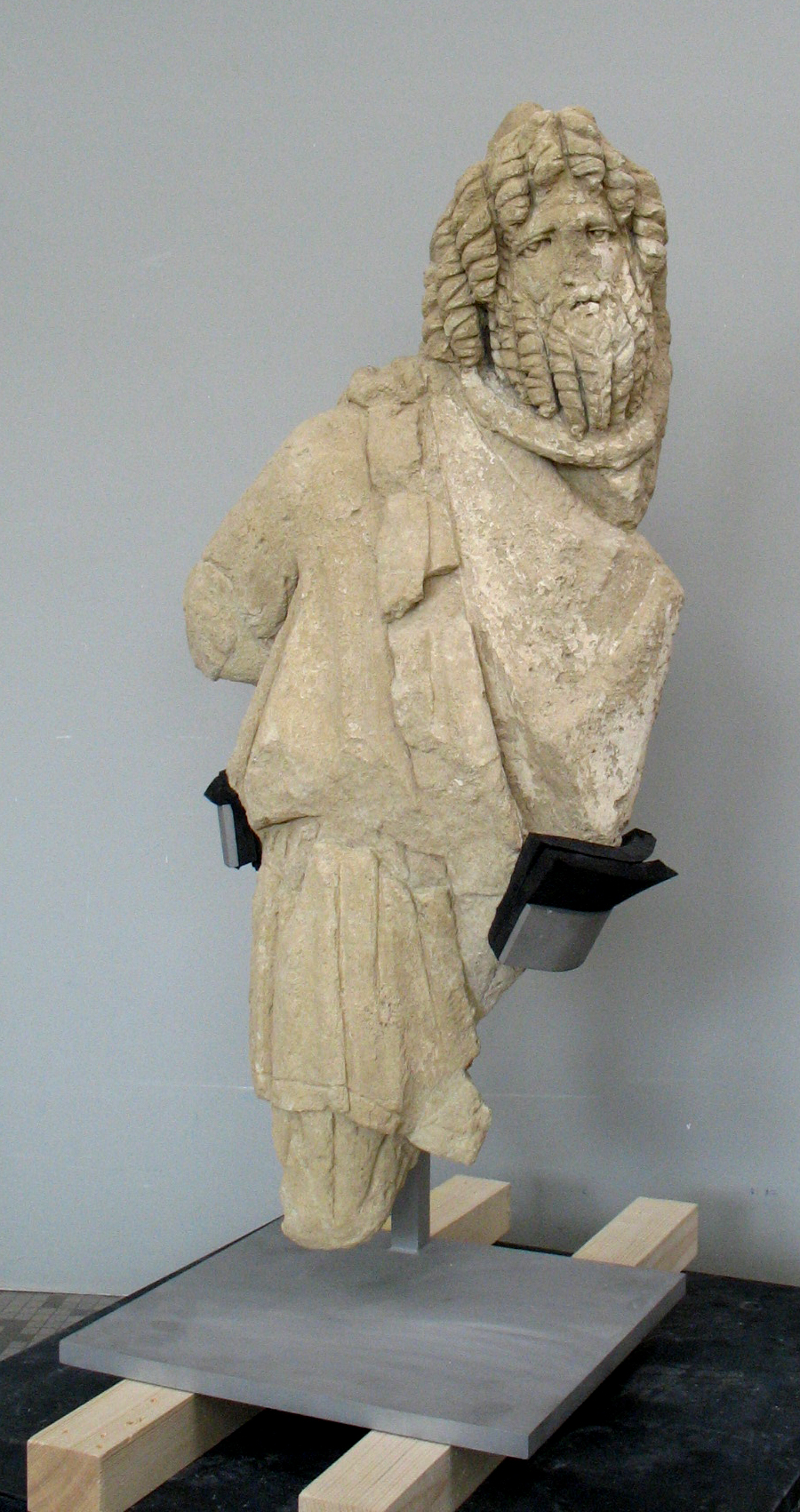
Statue de la pile de Cinq-Mars restaurée.

Sur le même site a également été retrouvée une statue en ronde-bosse, de taille humaine, mais dont la base est manquante et la tête, coiffée d'un bonnet phrygien, séparée du tronc. La roche qui la constitue est un tuffeau jaune du Turonien daté d'environ -90 MA, dont des affleurements existent à proximité. Après sa sculpture, la statue avait été recouverte au pinceau d'une fine couche de plâtre destinée à lisser sa surface et, peut-être, à servir d'apprêt à une peinture disparue lors de la découverte. Elle a tout d'abord été interprétée comme une figuration du dieu Sabazios, exceptionnelle en Occident. Certains détails révélés par la restauration réalisée en 2007 par Amélie Chédeville-Aubry, comme une mine triste, une posture voûtée avec les bras peut-être liés derrière le dos et la présence possible d'une entrave autour du cou, tendent à identifier plus probablement cette statue à la représentation d'un captif d'origine orientale appartenant peut-être au peuple parthe.
Cette statue semblait faire partie d'un ensemble grandiose dont les autres éléments restent à découvrir ; son emplacement d'origine n'est pas déterminé, alors qu'elle a été trouvée sur la terrasse supérieure déjà érodée où elle a probablement été volontairement placée et qu'elle a été ensuite été recouverte par une mince couche de colluvions. L'hypothèse la plus probable, mais non vérifiée, est que le groupe auquel appartenait cette statue était situé sur le podium, au nord de la pile, sur une structure détruite ou à découvrir, d'où la statue serait tombée et aurait été déplacée jusqu'au lieu de sa découverte.
Depuis le mois de septembre 2016, cette statue est exposée, avec d'autres statues gauloises et antiques, dans une salle d'exposition permanente au musée de la Préhistoire du Grand-Pressigny.

### Des vestiges antiques mal attestés
Divers auteurs signalent des constructions antiques dans un environnement assez proche de la pile mais aucune recherche récente n'a pu vérifier leurs hypothèses. Le château de Cinq-Mars serait établi sur des substructions antiques. En 1843, des « maçonneries antiques » étaient signalées à 20 m à l'ouest de la pile. La parcelle concernée n'ayant pu être fouillée en 2005, cette hypothèse n'est pas vérifiée. Non loin de la pile, au lieu-dit la Salle César, l'existence d'une chapelle est citée dans les textes et rapportée par la tradition locale ; cette chapelle, localisée à l'est de la pile et reprenant des maçonneries antiques, a été détruite en 1868 par un « chercheur de trésor ». De nombreux autres vestiges, maçonneries en place, tessons de poteries ou éléments de céramique, ossements humains, couvercle de sarcophage ont été signalés dans l'environnement de la pile, la plupart sur le coteau, plus rarement dans la vallée ; cette abondance témoigne vraisemblablement de l'ancienneté de l'occupation humaine dans ce secteur, mais l'absence de données précises n'a permis de localiser que quelques-uns de ces sites.
Les archéologues responsables de la campagne de fouilles de 2005 estiment que le complexe funéraire de la pile était probablement lié à une habitation (villa ?) dont le propriétaire ou sa famille auraient commandé l'édification du site. Dans cette hypothèse, cette habitation, non localisée, devrait se trouver non loin de la pile, peut-être plus au nord, sur le plateau.

## Chronologie et fonction

### Un monument à l'origine et à la destination longtemps controversées

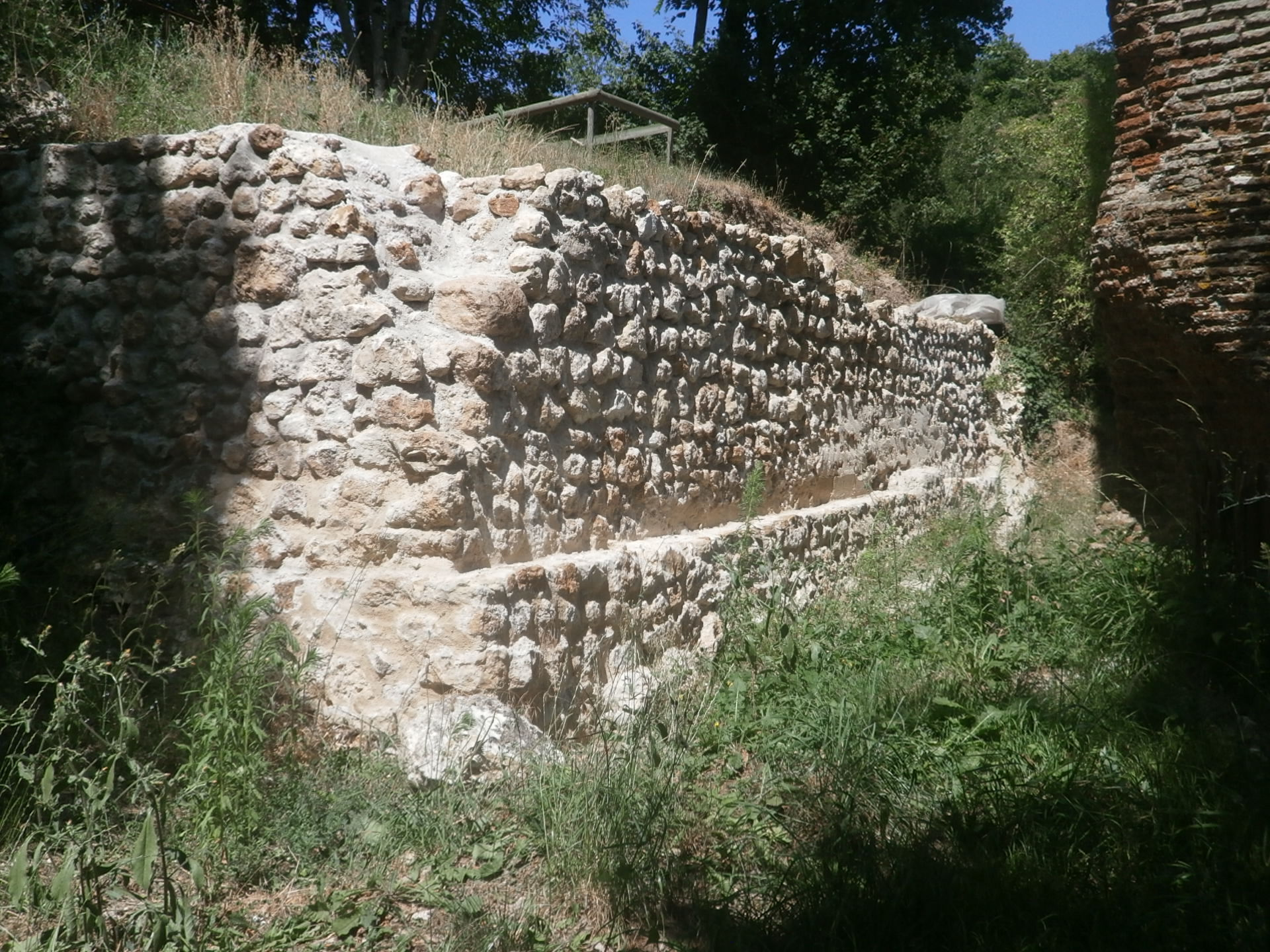
Podium antique au nord de la tour en cours de restauration par l'association Les Amis de la Pile.

Depuis près de cinq cents ans, auteurs et historiens ont attribué à la pile des fonctions très diverses, les uns lui assignant une vocation unique, les autres en faisant un monument à plusieurs fins. Les propositions de datation du monument, directement liées à la fonction qui lui est dévolue, sont tout aussi variables. Si certaines de ces hypothèses sont vraisemblables, d'autres sont qualifiées de « délirantes ».
La pile est interprétée comme une limite territoriale, une borne-frontière par Jacques-Antoine Dulaure, qui estime qu'elle traduit l'évolution des styles architecturaux, depuis les Barbares jusqu'aux Égyptiens et aux Grecs, ou par Jean-Louis Chalmel qui en 1821 pense qu'elle matérialisait la limite entre les territoires franc et wisigoth. Louis de La Saussaye réfute violemment cette hypothèse : « Quelque confiance que l'on puisse accorder à Chalmel sous d'autres rapports, il semble impossible de lui reconnaître les qualités nécessaires pour discerner les monuments de l'Antiquité. » Pour lui, si la pile est une borne-frontière, elle est donc antique et marque la limite entre les territoires des Andécaves et des Turons.
La plupart des érudits, jusqu'au XXe siècle, considèrent la pile comme un « monument funéraire » au sens large, cette dénomination recouvrant des réalités diverses. Michel de Marolles, reprenant en 1681 des données plus anciennes, en fait un monument signalant le tombeau de « cinq braves » de l'époque romaine. En 1977, Gilbert Picard suggère que des tombes, à retrouver, devaient exister dans l'enclos entourant la pile. Jean-Mary Couderc, en 1987, évoque un mausolée à la mémoire d'un négociant du IIe siècle commerçant avec la région d'Ostie.
Une autre opinion, également assez répandue, veut que la pile de Cinq-Mars soit un trophée militaire. C'est en 1770 l'opinion de La Sauvagère qui rapproche la pile de Cinq-Mars des autres piles de Gaule, élevées selon lui en l'honneur des guerriers romains après la guerre des Gaules, voire pour célébrer un consul romain ami de César, Quintus Marcius, ce qui expliquerait le toponyme de Cinq-Mars. La construction de la pile serait liée à la révolte de Sacrovir en l'an 21, réprimée par Tibère et à laquelle prennent part les Turons. Elle témoignerait de la fin des raids normands dans la vallée de la Loire au Xe siècle.
La pile est également considérée comme un édifice à vocation religieuse, un temple dédié à Mars ou à Mercure ou un monument astronomique élevé par les Celtes dont les douze panneaux décorés symbolisaient les douze mois de l'année, les douze signes du Zodiaque, cette suggestion étant repoussée par La Saussaye qui fait remarquer que le décor des panneaux est typiquement « romain ». Philippe Lauzun propose d'attribuer aux piles, d'une façon générale, une fonction juridique, « comme des temples où se rendait la justice, sortes de prétoires en plein air ».
La pile est parfois assimilée à un repère de navigation lié à la Loire. Elle est représentée sur l'édition française de l'atlas de Mercator publiée en 1609 (folio 151) sous le nom de Pile Saint-Nicolas, consacrée au patron des bateliers. Un texte du XVIIIe siècle en fait un fanal signalant la confluence du Cher et de la Loire, ignorant le fait qu'il est impossible d'accéder au sommet de la pile pour y allumer un feu. De plus, si cette zone de confluence se trouvait bien alors face à la pile, cela n'était pas vrai auparavant : elle se situait plus en aval. Certains auteurs ont attribué la construction de la pile à un armateur qui aurait voyagé jusqu'à Rome en suivant les cours d'eau, dont la Loire, mais cette théorie ne fait pas l'unanimité.
Enfin, quelques historiens, sans se prononcer sur le rôle dévolu à ce monument, proposent pour sa construction des datations très diverses. L'attribution à Jules César de l'édification de la pile, dans un texte de 1589, ne surprend pas La Saussaye car il était alors courant de voir la « main » du général romain dans tout édifice jugé antique. Pour le comte de Caylus, la pile ne peut pas être antique car son décor représente, selon lui, des armoiries bien trop récentes ; il ne cite donc pas ce monument dans son Recueil d'antiquités égyptiennes, étrusques, grecques et romaines. Noël Champoiseau fait remonter sa construction au temps des Alains (Ve siècle) alors que La Sauvagère, avant d'en faire un monument du temps des Wisigoths, opte pour une construction à l'époque des invasions des Sarrasins.

### Les acquis et les incertitudes auXXIesiècle

#### Chronologie du site
Les recherches de 2005 n'ont mis en évidence aucune présence humaine sur le site avant la construction de la terrasse supérieure.
L'ensemble est vraisemblablement datable du IIe ou IIIe siècle ; cette hypothèse se fonde sur l'examen des décors de la pile, semblables à ceux utilisés près de Rome dans la seconde moitié du IIe siècle, la découverte au XIXe siècle de deux monnaies de Marc-Aurèle et les artefacts (éléments de poterie) retrouvés dans les remblais de construction du podium. La terrasse supérieure a pu être aménagée dans le seconde moitié du IIe ou au début du IIIe siècle, l'édification de la pile ayant lieu dans un second temps, mais peu après, à la fin du IIe ou dans les premières décennies du IIIe siècle. Une analyse archéomagnétique réalisée en 2007 sur des briques de la pile confirme cette fourchette de dates.
Le site connaît une phase de pillage, de destruction, probablement à la suite d'un incendie pouvant survenir entre 230 et 380, avant d'être abandonné. Le mur sud du podium est arasé de manière significative, sans doute sous le poids des terres qu'il retient, accélérant une érosion importante de la partie sud de la terrasse. L'érosion naturelle et peut-être des pratiques agricoles font progressivement disparaître toute trace des niveaux du sol antique à partir du haut Moyen Âge.

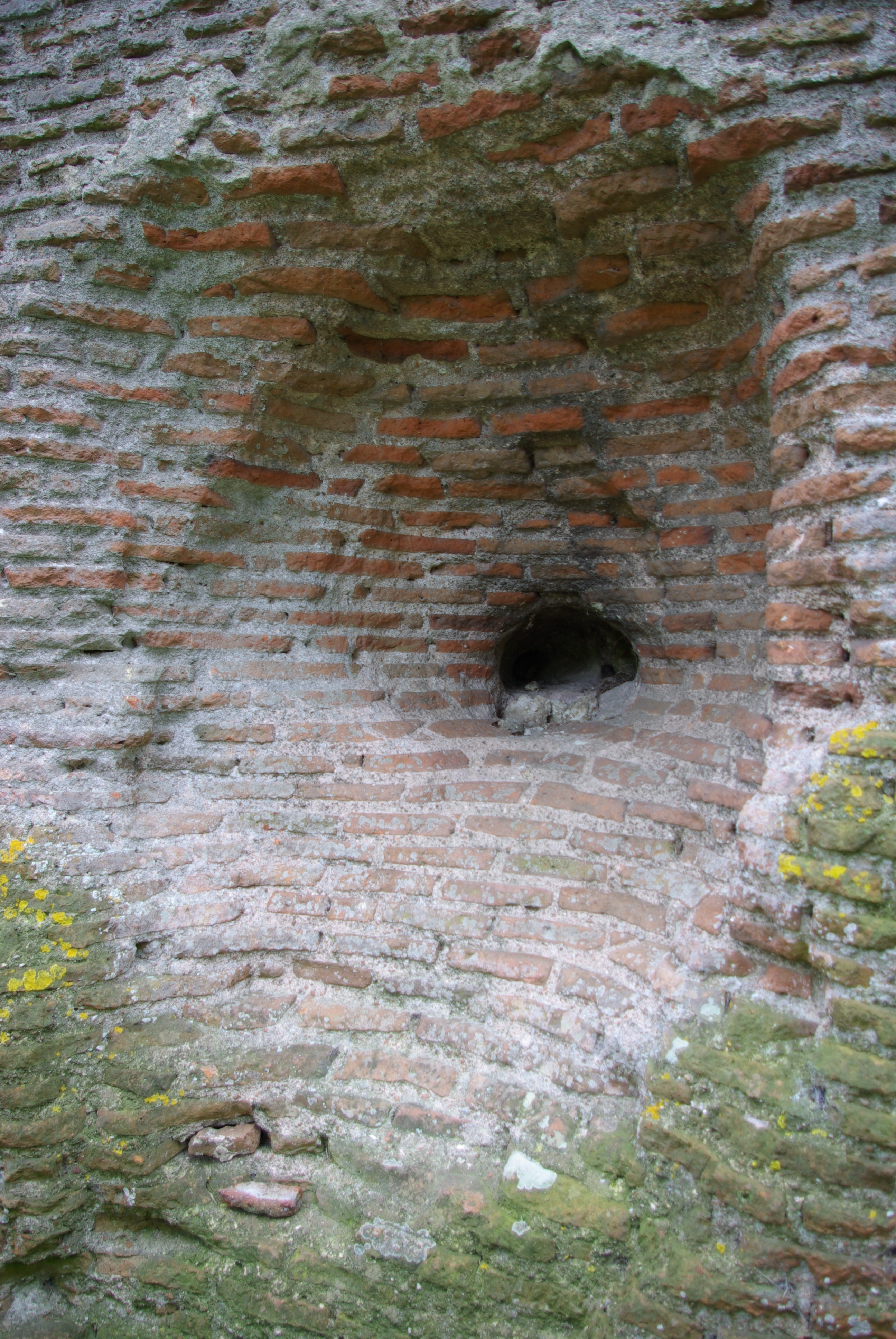
Excavation provoquée par une « fouille sauvage », montrant la structure interne de la pile.

L'histoire du site et de la pile jusqu'au XIXe siècle est mal documentée. Les écrits de l'époque ne mentionnent pas d'intervention sur le monument. Certaines fouilles sauvages, réalisées par de pseudo-archéologues ou de simples pillards, datent peut-être de cette époque mais rien ne permet de l'affirmer, ; les dégâts qu'ils ont engendrés sont encore visibles sur les parois en brique de la pile, surtout au niveau des panneaux décorant la face sud.
Le 19 septembre 1830, à l'occasion de l'intronisation de Louis-Philippe, un drapeau français est scellé au sommet de la pyramide terminale, en présence du préfet d'Indre-et-Loire ; il est accompagné d'un livret en plomb expliquant les motifs de cet ajout. En même temps que se déroulent des fouilles archéologiques à son pied, la pile fait l'objet d'une importante campagne de restauration en 1843-44 comprenant le comblement de cavités creusées par de précédentes fouilles sauvages, le renforcement du soutènement de la terrasse inférieure et le remplacement des modillons très dégradés supportant son couronnement. À cette occasion, seuls six corbeaux par face sont réinstallés : dans chaque angle, un corbeau disposé en pointe à 45° remplace deux modillons installés à angle droit. C'est également à cette époque que la terrasse inférieure est entièrement nivelée et que des murs de soutènement destinés à protéger la pile sont construits à ce niveau ; cette opération, en bouleversant profondément la stratigraphie de cette partie du site, interdit définitivement toute avancée dans la connaissance de son histoire.
Une nouvelle phase de restauration intéresse principalement le couronnement de la pile en 1913, qui retrouve son aspect supposé originel avec le retour à huit corbeaux par face, en calcaire de Tercé, et le remplacement des briques intercalées entre eux ; l'une des pilettes, fragilisée, est démontée puis remontée. Des cavités dans les parois sont également bouchées. Il est par ailleurs procédé à la dépose du drapeau et du livret en plomb à la gloire de Louis-Philippe installés à la pointe de la pyramide sommitale depuis 1830. Un document détaille l'ensemble des travaux effectués lors de cette restauration, à l'été 1914, dont le recours à des crampons en cuivre pour consolider les panneaux décoratifs. Les bases des pilettes sont reprises et consolidées en 1996.
En 2014, neuf ans après les fouilles qui ont dégagé les murs de la terrasse nord et quatre ans après les aménagements touristiques du site, les murs du podium commencent à être reconstruits. Fin 2015, le noyau de sa partie sud est monté en opus incertum et le parement extérieur en petit appareil semblable à celui d'origine n'est pas encore en place.

#### Fonction funéraire
Les résultats des plus récentes recherches — découverte du podium, du bâtiment et de la statue — imposent de concevoir le site de la pile comme un ensemble et d'en proposer une approche globale, les importants travaux ayant abouti à la construction du podium montrant clairement la volonté des bâtisseurs de mettre en scène de manière théâtrale les différentes composantes du site. De plus, le choix de ne pas construire la pile dans l'axe du bâtiment du podium, ce qui permet de dégager sa vue depuis la vallée, n'est probablement pas anodin, si l'hypothèse d'une construction en deux temps est retenue.

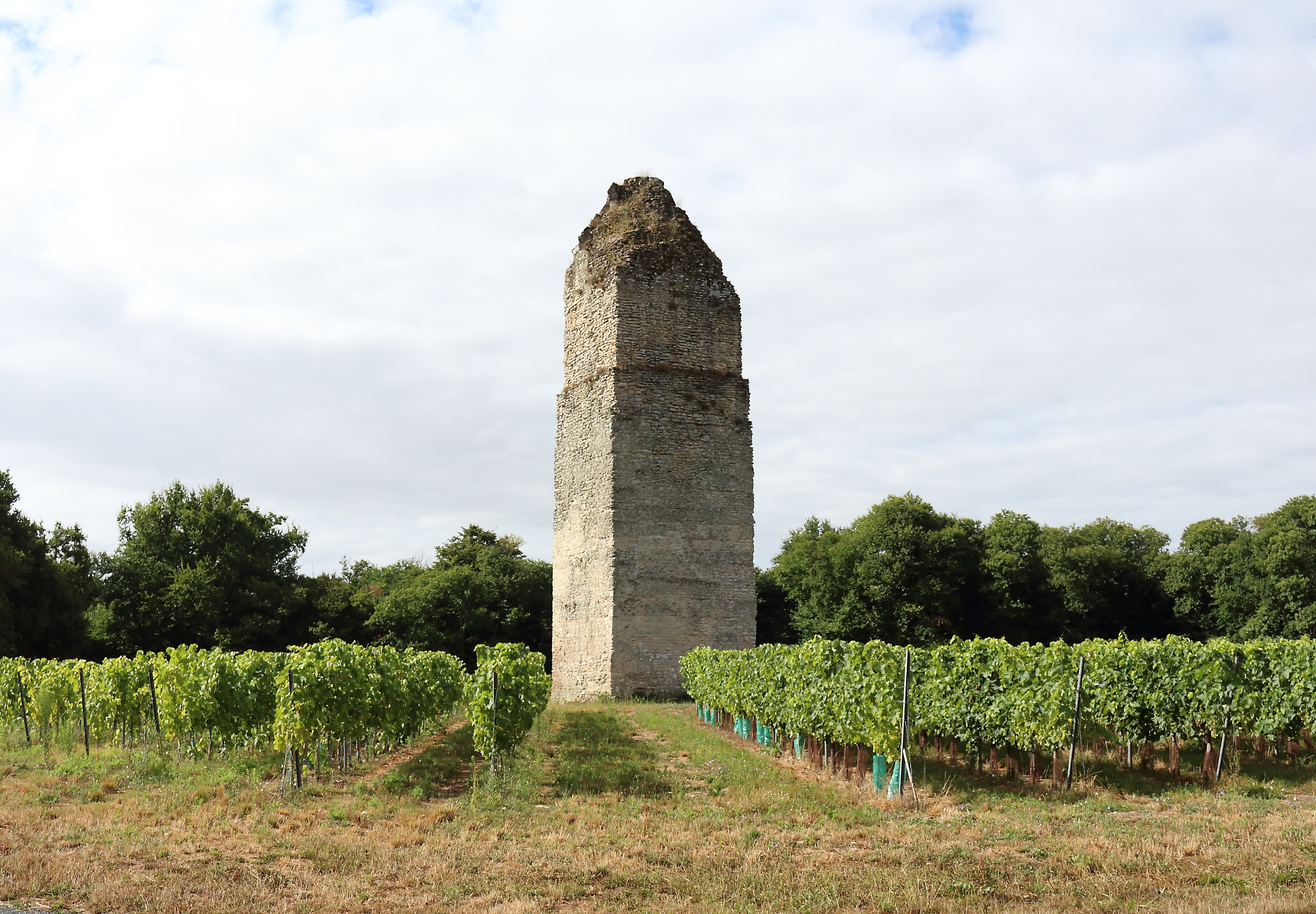
Tour de Pirelonge, Saint-Romain-de-Benet (Charente-Maritime).

Plus qu'un sanctuaire dédié à une divinité, il semble plausible d'interpréter ce site comme un ensemble funéraire ; il en existe par ailleurs en Aquitaine. L'aspect de mausolée du bâtiment laisse penser qu'il s'agit d'un monument marquant la sépulture d'un dignitaire turon ou romain. Il n'est pas possible non plus d'exclure l'hypothèse selon laquelle le personnage en l'honneur duquel le site est bâti soit inhumé ailleurs, le bâtiment faisant office de cénotaphe n'abritant alors qu'une représentation chargée de perpétuer son souvenir. À la différence de certaines piles du Sud-Ouest construites dans un enclos abritant également une ou plusieurs sépultures, la pile de Cinq-Mars serait donc bien liée à un tombeau ou un cénotaphe, mais elle serait construite à l'extérieur de l'enclos constitué par le podium. Dans cette hypothèse, l'édifice principal du site ne serait pas la pile elle-même mais le petit bâtiment construit sur le podium, mausolée ou cénotaphe. La construction de la pile, postérieure à celle de la terrasse nord et de son bâtiment, aurait servi à marquer de manière plus ostentatoire son emplacement.
La présence d'une statue évoquant un prisonnier de guerre peut également conférer au site une fonction de trophée militaire, la personne à qui il est dédié s'étant rendue célèbre par des faits d'armes notoires. Rien n'atteste cependant que le bâtiment, puis peut-être la pile, aient édifiés par les mêmes commanditaires, que ce soit le dignitaire lui-même ou ses descendants ; seule certitude, ils appartiennent à une élite, qu'elle soit romaine ou d'origine locale et, dans ce cas, elle est fortement imprégnée de la culture romaine.
Enfin, le site funéraire de la pile pourrait n'être lui-même qu'un élément d'un ensemble encore plus vaste comprenant également la demeure de son commanditaire ou de sa famille, et peut-être aussi d'autres bâtiments liés à une ou des exploitations agricoles. Il n'est pas impossible non plus que dans le même périmètre se trouvent des aménagements, comme des fours de briquetiers, liés à la construction de la pile. Au pied même du monument toutefois, en raison des profondes perturbations stratigraphiques du terrain côté sud et après les fouilles déjà effectuées côté nord, plus rien ne semble à découvrir.

## Études archéologiques et mentions
Cette liste, non exhaustive, vise à mettre en avant les principales mentions et études de nature à montrer l'évolution des connaissances au sujet de la pile et de son environnement proche.
La pile est mentionnée pour la première fois en 1534 par Rabelais qui, en proche voisin, cite dans Gargantua, XV, « la pile sainct Mars aupres de Langés ». Dans l'univers de gigantisme qui caractérise son œuvre, la référence à la pile souligne le caractère massif et imposant du monument. Le chanoine Bailly, en 1589, dans le Registre de remembrance du fief de la salle César, en attribue la construction à Jules César ; c'est la première référence historique attribuée à ce monument.
Aux XVIIe et XVIIIe siècles, plusieurs historiens prennent parti pour ou contre l’origine romaine du monument, et parmi eux Michel de Marolles, en 1681, relaie et développe la légende des cinq guerriers ensevelis sous la pile.

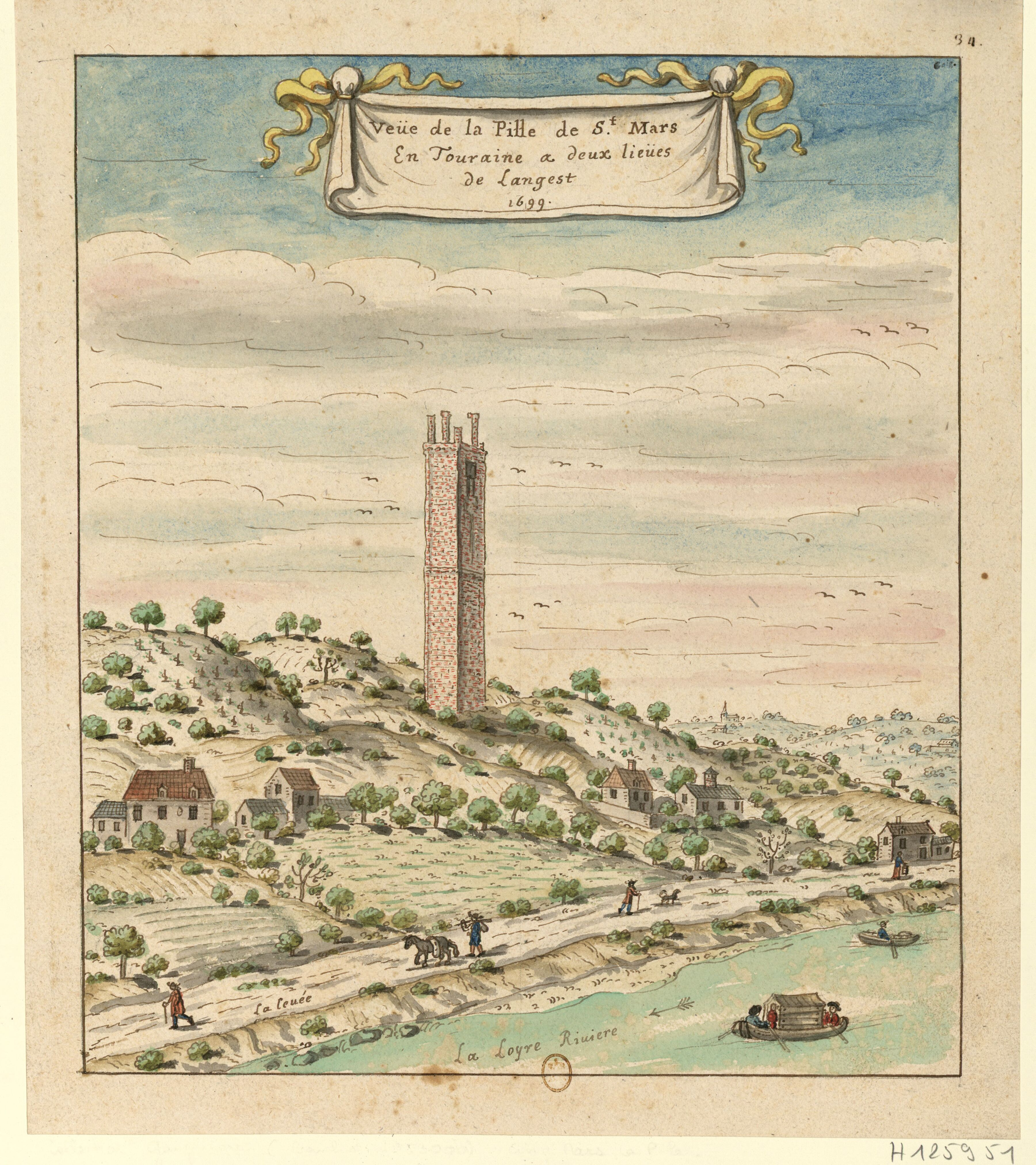
Aquarelle de la pile de Cinq-Mars
(François Roger de Gaignières, 1699).

Plusieurs dessins de la pile de Cinq-Mars sont réalisés en complément des textes écrits, mais l'aquarelle de François Roger de Gaignières, datée d'environ 1699, semble être la plus ancienne représentation iconographique de ce monument.
Félix Le Royer de La Sauvagère, en 1770, dans Recherche sur quelques antiquités des environs de Tours, rédige la première étude complète de cet édifice. Compilant les écrits alors disponibles, réalisant des observations détaillées de la pile, accompagnées de dessins, il impose la vision d’un monument d’origine romaine, réfutant de manière argumentée les autres hypothèses sur sa datation.
Louis de La Saussaye se livre en 1835 à une étude de la pile, tant au point de vue architectural qu'historique, qu'il publie sous le titre de Dissertation sur la pile de Cinq-Mars. Si certaines des hypothèses qu'il avance sur la fonction de la pile (temple ou construction liée à un temple dédié à Mars) sont depuis longtemps battues en brèche, il est le premier, par une observation minutieuse de l'édifice, à déceler que les panneaux décoratifs sont au nombre de douze et non de onze.
Trois ans après sa création, en 1843, la Société archéologique de Touraine (SAT), sous l'impulsion d'Henry Goüin, mandate une commission de trois de ses membres afin d'effectuer des recherches pour déterminer la date et la raison de la construction de la pile. La SAT entreprend sur ses fonds propres une campagne de fouilles au pied de la pile, en même temps qu'elle œuvre pour que les parcelles concernées, alors propriétés privées, soient vendues ou données au conseil général. Cette campagne de fouilles semble être la seule organisée de manière « officielle » sur le site avant celle du XXIe siècle. Dans la foulée, une série de travaux de restauration est entreprise, même si certains d'entre eux, comme la réfection des modillons de couronnement, ne respectent pas l'architecture originale.
À l'issue d'un séjour en France, Charles Roach Smith, publie Note on some of the antiquities of France, made during a fortnight's excursion in the summer of 1854, ouvrage dans lequel il consacre plusieurs pages à la pile de Cinq-Mars. Bien qu'elle n'apporte pas grand-chose à la connaissance du monument, cette publication témoigne de l'attrait qu'exerce l'édifice auprès des voyageurs et des archéologues, même étrangers, et c'est la pile qui est représentée en couverture du livre.
C'est dans le cadre d'un mémoire de maîtrise en archéologie que Marie Bèche réalise en 1999 une étude très exhaustive de la pile, de son environnement et de son histoire, incluant les découvertes et les travaux des décennies précédentes. Si ce travail n'est pas intégralement publié, de nombreux articles rédigés depuis lors en reprennent certaines propositions ou en citent des passages entiers.
En 2005, une importante opération de fouilles intéresse les abords immédiats de la pile, et notamment les deux terrasses au nord et au sud du monument en préalable à des aménagements touristiques du site (escaliers, parcours sécurisé, panneaux explicatifs). Si la fouille de la terrasse sud se révèle assez décevante, car des opérations antérieures avaient profondément bouleversé la stratigraphie du site, la fouille de la terrasse nord est bien plus fructueuse. Aboutissant à la découverte d'un podium abritant un bâtiment et d'une statue, cette opération est l'occasion de proposer une nouvelle écriture de l'histoire du site dont la pile apparaît comme l'un des éléments constitutifs et non plus comme un monument isolé.
Comme ils l'avaient déjà fait pour l'aqueduc de Luynes, Patrick Bordeaux et Jacques Seigne confrontent en 2006 l'ensemble des données bibliographiques, connues ou ignorées et se livrent à plusieurs mises au point sur l'architecture et la datation de la pile. Bien qu'ils aient connaissance des travaux réalisés par Emmanuel Marot en 2005, les auteurs prennent le parti de ne pas les inclure dans leur étude.
La statue découverte en 2005 est restaurée en 2007 par Amélie Chedeville-Aubry qui consacre en 2009 dans le bulletin de la société archéologique de Touraine un long article à ce travail de restauration. Un an plus tôt, Emmanuel Marot avait intégré les résultats de cette restauration et de la nouvelle interprétation de la statue au compte-rendu de ses fouilles, en modifiant certaines propositions.

## Pour en savoir plus

#### Études archéologiques et historiques spécifiques à la Pile de Cinq-Mars
- Marie Bèche, La pile de Cinq-Mars , mémoire de maîtrise en archéologie, vol. 1 et 2, Tours, Université François-Rabelais, 1999, 142 et n.p..
- Patrick Bordeaux et Jacques Seigne, « Notes de lecture et de relecture : La pile de Cinq-Mars à travers les archives », Bulletin de la société archéologique de Touraine, t. LII,‎ 2006, p. 135-142 (lire en ligne).
- Amélie Chédeville, « Étude de restauration de la sculpture en tuffeau de Cinq-Mars-la-Pile. IIe – IIIe siècle, Tours, musée de l'Hôtel Goüin, inv. 2005.029.0001 », Bulletin de la société archéologique de Touraine, t. LV,‎ 2009, p. 43-58 (lire en ligne).
- Édouard Gatian de Clérambault, « La pile de Cinq-Mars », Bulletin de la société archéologique de Touraine, t. I, série 2,‎ 1909, p. 57-67 (lire en ligne).
- Emmanuel Marot et Olivier Marlet, Cinq-Mars-La-Pile (Indre-et-Loire). La fouille des abords de la Pile : rapport de fouilles du 27 juin au 31 juillet 2005, Tours, Conseil général d'Indre-et-Loire, Service archéologique départemental, Université François Rabelais, UMR 6173 CITERES, Laboratoire "Archéologie et Territoires", 2005, 178 p.
- Emmanuel Marot, « La pile gallo-romaine de Cinq-Mars-la-Pile (Indre-et-Loire) : réexamen du dossier à la lumière des récentes découvertes », Revue archéologique du centre de la France, t. 47,‎ 2008 (lire en ligne).
- Emmanuel Marot, « La pile de Cinq-Mars-la-Pile (Indre-et-Loire) : résultats de la fouille de 2005 et dernières hypothèses », Bulletin de la société archéologique de Touraine, t. LIV,‎ 2008, p. 49-54 (lire en ligne).
- Jacques-Aimé Meffre, « Pile Saint-Mars ou Cinq-Mars », Mémoire de la société archéologique de Touraine, t. II,‎ 1843-1844, p. 180-190 (lire en ligne).
- Gilbert Picard, « La pile de Cinq-Mars », Bulletin de la Société des antiquaires de France,‎ 1977, p. 28-33.
- Louis de La Saussaye, Dissertation sur la pile de Cinq-Mars, Paris, Duverger, 1835, 30 p.

#### Publications partiellement ou totalement consacrées aux piles funéraires et à l'architecture dans l'Antiquité romaine
- Pierre Audin, « La pile de Cinq-Mars et les piles gallo-romaines », Annales de Bretagne et des pays de l'Ouest, no 84, fascicule 3,‎ 1977, p. 351-367 (DOI 10.3406/abpo.1977.2883).
- Robert Bedon, Pierre Pinon et Raymond Chevallier, Architecture et urbanisme en Gaule romaine : L'architecture et la ville, vol. 1, Paris, Errance, coll. « les Hespérides », 1988, 440 p. (ISBN 2-903442-79-7).
- Louis-Auguste Bossebœuf, « Les piles romaines », Bulletin de la société archéologique de Touraine, t. XII, partie 2,‎ 1900, p. 175-190 (lire en ligne).
- Gérard Coulon, Les Gallo-Romains, Paris, Errance, coll. « Civilisations et cultures », 2006, 219 p. (ISBN 2-87772-331-3).
- Georges Duby (dir.), Histoire de la France urbaine, vol. 1 : La ville antique, des origines au 9e siècle, Paris, le Seuil, coll. « L’univers historique », 1980, 601 p. (ISBN 2-02-005590-2 et 2-02-005590-2).
- Philippe Lauzun, Inventaire général des piles gallo-romaines du sud-ouest de la France et plus particulièrement du département du Gers, Caen, A. Delesques, 1898, 68 p. (lire en ligne).
- Michel Provost, Le Val de Loire et les pays de la Loire à l'époque romaine. Essai de synthèse. Thèse de doctorat d'État, Paris, Université de Paris IV-Sorbonne, 1986, 709 p.
- Félix Le Royer de La Sauvagère, Recueil d'antiquités dans les Gaules, enrichi de diverses planches et figures, plans, vues, cartes & autres dessins, pour servir a l'intelligence des inscriptions de ces antiquités. Ouvrage qui peut servir de suite aux Antiquités de feu M. le comte de Caylus, Paris, Hérissant le fils, 1770, 472 p. (lire en ligne), p. 159-180.
- Jacques Seigne, « Atlas archéologique de Touraine : Les piles funéraires gallo-romaines », Supplément à la Revue archéologique du centre de la France, Tours, FERACF, no 53,‎ 2014 (lire en ligne [PDF]).

#### Mention ancienne
- François Rabelais, La vie inestimable du grand Gargantua…, Juste, 1535 (lire sur Wikisource).